# Ercilla
Ercilla – miasto w Chile, w regionie Araukania, w prowincji Malleco.